# Panamerikanische Spiele 2015/Leichtathletik – Speerwurf der Frauen

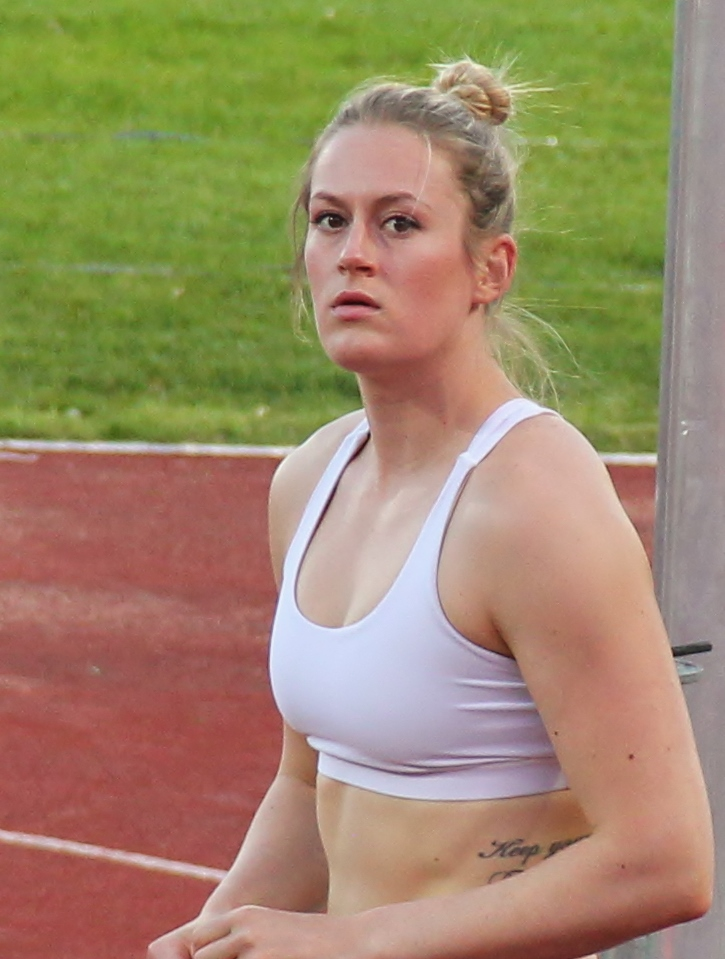
Die Siegerin Elizabeth Gleadle (2015)

Der Speerwurf der Frauen bei den Panamerikanischen Spielen 2015 fand am 21. Juli im CIBC Pan Am und Parapan Am Athletics Stadium in Toronto statt.
Zehn Speerwerferinnen aus sieben Ländern nahmen an dem Wettbewerb teil. Die Goldmedaille gewann Elizabeth Gleadle mit 62,83 m, Silber ging an Kara Winger mit 61,44 m und die Bronzemedaille gewann Jucilene de Lima mit 60,42 m.

## Rekorde
Vor dem Wettbewerb galten folgende Rekorde:
| Weltrekord        | Barbora Špotáková | 72,28 m | Stuttgart, Deutschland                      | 13. September 2008 |
| Rekord der Spiele | Osleidys Menéndez | 65,85 m | Panamerikanische Spiele in Winnipeg, Kanada | 25. Juli 1999      |

## Ergebnis
21. Juli 2015, 10:05 Uhr
| Platz | Athletin              | Land               | 1. Versuch | 2. Versuch | 3. Versuch | 4. Versuch                                  | 5. Versuch                                  | 6. Versuch                                  | Weite (m) |
| ----- | --------------------- | ------------------ | ---------- | ---------- | ---------- | ------------------------------------------- | ------------------------------------------- | ------------------------------------------- | --------- |
|       | Elizabeth Gleadle     | Kanada             | 59,33      | 58,84      | 55,63      | x                                           | 55,91                                       | 62,83                                       | 62,83     |
|       | Kara Winger           | Vereinigte Staaten | 56,86      | 54,41      | 58,89      | 56,62                                       | 59,74                                       | 61,44                                       | 61,44     |
|       | Jucilene de Lima      | Brasilien          | x          | 58,84      | 57,93      | 60,42                                       | 56,31                                       | x                                           | 60,42     |
| 4     | Laila Ferrer de Silva | Brasilien          | x          | 52,25      | 55,60      | 52,87                                       | 58,19                                       | x                                           | 58,19     |
| 5     | Flor Ruíz             | Kolumbien          | 56,28      | 53,09      | 58,08      | 55,71                                       | x                                           | 54,55                                       | 58,08     |
| 6     | Yulenmis Aguilar      | Kuba               | 57,87      | 57,49      | 55,60      | 55,93                                       | 57,76                                       | 57,14                                       | 57,87     |
| 7     | Melissa Fraser        | Kanada             | 45,27      | 52,20      | x          | 48,04                                       | x                                           | x                                           | 52,20     |
| 8     | Hannah Carson         | Vereinigte Staaten | 50,90      | x          | 51,93      | x                                           | 51,16                                       | x                                           | 51,93     |
|       | Abigail Gomez         | Mexiko             | x          | x          | –          | nicht im Finale der besten acht Werferinnen | nicht im Finale der besten acht Werferinnen | nicht im Finale der besten acht Werferinnen | NM        |
|       | Dalila Rugama         | Nicaragua          | x          | x          | –          | nicht im Finale der besten acht Werferinnen | nicht im Finale der besten acht Werferinnen | nicht im Finale der besten acht Werferinnen | NM        |